# Złota Bulla z Chebu
Złota Bulla z Chebu – przywilej dla Kościoła katolickiego wydany 12 lipca 1213 w Chebie przez króla niemieckiego Fryderyka II, późniejszego cesarza Świętego Cesarstwa Rzymskiego (od 1220).

## Historia

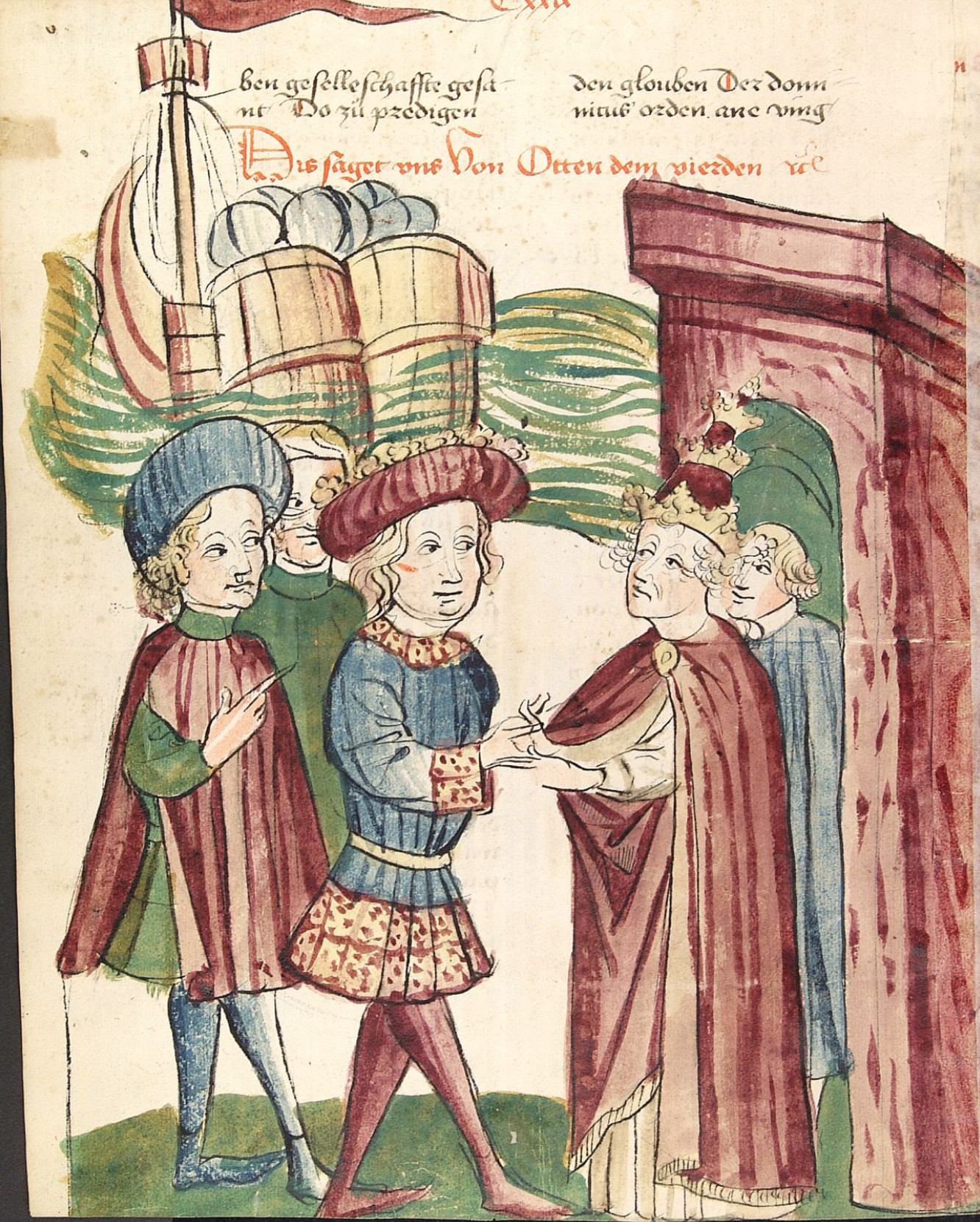
Spotkanie Ottona IV i papieża Innocentego III

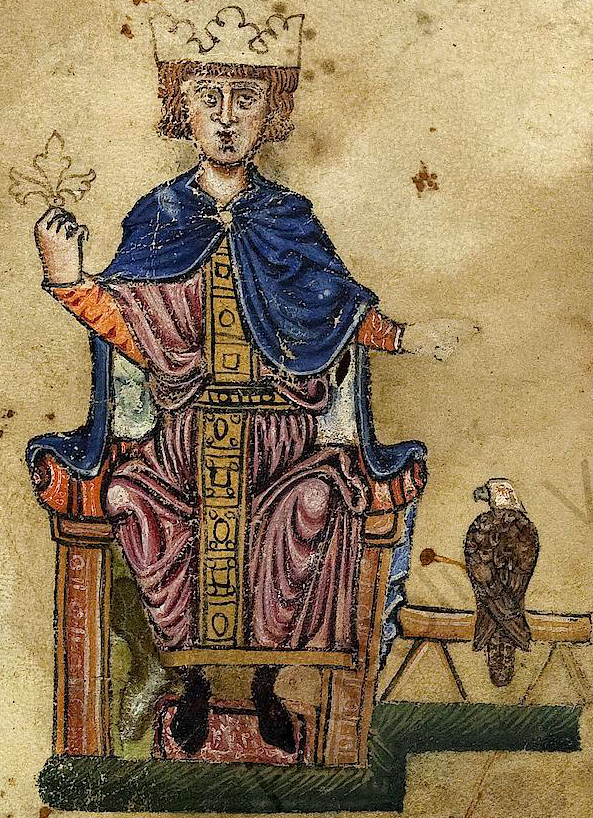
Fryderyk II

4 października 1209 Otto IV został koronowany przez papieża Innocentego III w Rzymie na cesarza Świętego Cesarstwa Rzymskiego. Wkrótce jednak drogi papieża i władcy Niemiec się rozeszły. Otto IV chciał podporządkować sobie Królestwo Sycylii będące lennem papieskim, którym rządził uległy wówczas Rzymowi Fryderyk II. Wojska Ottona IV zajęły Kalabrię i przygotowywały się do desantu na Sycylię. Papież Innocenty III  ekskomunikował cesarza 18 listopada 1210. Wkrótce zawarł też sojusz przeciwko Ottonowi IV z królem Francji Filipem II Augustem. 
Z inicjatywy papiestwa we wrześniu 1211 książęta niemieccy zebrali się w Norymberdze i wybrali Fryderyka II in absentia na króla niemieckiego. Informacja o tej decyzji zmusiła Ottona IV do wycofania się z południa Włoch. W połowie marca 1212 do Niemiec wyruszył także Fryderyk II. W Rzymie złożył przysięgę lenną i otrzymał znaczną kwotę pieniędzy od papieża na dalszą podróż do Niemiec. Ludzie Ottona IV kilkakrotnie bezskutecznie próbowali go schwytać. 5 grudnia 1212 Fryderyk II został ponownie wybrany na króla niemieckiego we Frankfurcie nad Menem, a cztery dni później koronowany w Moguncji.
12 lipca 1213 Fryderyk II zabiegając o dalszą pomoc papieską, wydał w Chebie złotą bullę. Uznał w niej terytorialne roszczenia Kościoła w środkowej części Półwyspu Apenińskiego, zrzekł się wpływu na wybór biskupów i opatów oraz zrezygnował na ich rzecz z ius spolii oraz regaliów. Ponadto powtórzył przyrzeczenie, że nie będzie łączył władzy w Królestwie Sycylii i Rzeszy Niemieckiej. Tego ostatniego zapewnienia nie miał zamiaru dotrzymać.

## Literatura
- Der Verzicht auf Spolien- und Regalienrecht - Goldbulle von Eger. [w:] Lorenz Weinrich (Tłum.): Quellen zur deutschen Verfassungs-, Wirtschafts- und Sozialgeschichte bis 1250. Ausgewählte Quellen zur deutschen Geschichte des Mittelalters, Tom 32, Wissenschaftliche Buchgesellschaft, Darmstadt 1977, Str.358-365  ISBN 3-534-01958-X
- Manfred Laufs, Politik und Recht bei Innozenz III. Kaiserprivilegien, Thronstreitregister und Egerer Goldbulle in der Reichs- und Rekuperationspolitik Papst Innozenz' III., Kölner historische Abhandlungen,  wyd. przez Theodora Schieffera, Tom 26, Böhlau, Köln - Wien, 1980  ISBN 3-412-02179-2